# مارك (باد كاليه)
مارك، باد كاليه (بالفرنسية: Marck, Pas-de-Calais)‏ هي بلدية تقع في إقليم باد كاليه من منطقة نور با دو كاليه في شمال فرنسا. تبلغ مساحة هذه المدينة 31.55 (كم²)، وترتفع عن سطح البحر 6 م، يبلغ عدد سكانها 9235 نسمة حسب إحصاء المعهد الوطني للإحصاء والدراسات الاقتصادية سنة 2009 م. وترأس Serge Péron البلدية خلال فترة (2008-2014).